# Indolestes dajakanus
Indolestes dajakanus – gatunek ważki z rodziny pałątkowatych (Lestidae). Jest endemitem Borneo; znany jest tylko z jednego stanowiska w malezyjskim stanie Sarawak.
Gatunek ten opisał (pod nazwą Lestes dajakanus) w 1948 roku Maurits Lieftinck w oparciu o pojedynczy okaz samca odłowiony przez Erica Mjöberga w niesprecyzowanej lokalizacji w stanie Sarawak na Borneo. W 2010 roku gatunek został ponownie odkryty w miejscu o nazwie Paya Maga w okręgu Limbang (także w stanie Sarawak) na wysokości około 1600 m n.p.m. Ponieważ wiadomo, że Mjöberg odławiał okazy na górze Gunung Murud w okręgu Limbang, być może miejsce odłowu holotypu to właśnie ta góra.